# Abujazid Mancygow
Abujazid Rusłanowicz Mancygow (ros. Абуязид Русланович Манцигов; ur. 28 lipca 1993) – rosyjski zapaśnik startujący w stylu klasycznym. Mistrz świata w 2019; piąty w 2018. Złoty medalista mistrzostw Europy w 2019 i brązowy w 2017. Pierwszy w Pucharze Świata w 2017 i drugi w 2014 i 2016. Mistrz świata juniorów w 2013. Mistrz Rosji w 2016, 2018, 2019 i 2021; wicemistrz w 2015 i 2017; trzeci w 2020 roku.